# Liste des prix de Rome en sculpture
Cette page recense les lauréats du prix de Rome en sculpture.

## XVIIesiècle
|      | Premier Prix | Deuxième Prix | Troisième Prix |
| 1663 | | | Léonard Roger Marsyas écorché par ordre d'Apollon (esquisse en bas-relief)                                                                      |
| 1664 | | | Léonard Roger Marsyas écorché par ordre d'Apollon (grand bas-relief)                                                                            |
| 1665 | François Lespingola La Renommée annonçant aux quatre parties du monde les merveilles du règne de Louis XIV et leur présentant son portrait (esquisse en bas-relief) | | |
| 1666 | | François Lespingola La Renommée annonçant aux quatre parties du monde les merveilles du règne de Louis XIV et leur présentant son portrait (grand bas-relief) | |
| 1667 | | | Participant : Jean Raon Rachat par le roi de tous les esclaves chrétiens de toute nation faits sur les côtes d'Afrique (esquisse en bas-relief) |
| 1668 | | | |
| 1669 | | | |
| 1670 | | | |
| 1671 | | | Sixième prix : Michel Monier Le roi donnant la paix à l'Europe                                                                                  |
| 1672 | | | |
| 1673 | Louis Leconte Le Passage du Rhin | Jean Cornu Le Passage du Rhin' | Anselme Flamen Le Passage du Rhin |
| 1674 | Jacques Prou La Création d'Adam et Eve | François Caravaque La Création d'Adam et Eve | |
| 1675 | Louis ou Pierre Girardon (fils) La Transgression d'Adam | Michel Cotton | |
| 1676 | Pierre Laviron Le bannissement du Paradis terrestre | Nicolas Hulot dit Huillot Le bannissement du Paradis terrestre                                                                                                | |
| 1677 | | | |
| 1678 | Pierre Laviron La punition d'Adam et Eve | Nicolas Hulot dit Huillot La punition d'Adam et Eve | |
| 1679 | | | |
| 1680 | Jean Joly Le Fratricide de Caïn | Nicolas Frémery Le Fratricide de Caïn | |
| 1681 | | | |
| 1682 | Nicolas Coustou Caïn bâtit la ville d'Hénoch | François Barois Caïn bâtit la ville d'Hénoch | |
| 1683 | Pierre Le Pautre L'invention des forges pour toutes sortes d'instruments par Tubal-Caïn                                                                             | | Robert Doisy L'invention des instruments de musique par Jubal                                                                                   |
| 1684 | Robert Doisy Enos, fils de Seth, commence à invoquer le nom du Seigneur                                                                                             | | |
| 1685 | Zéphirin Adam La construction de l'Arche de Noé | Pierre Bourdy La construction de l'Arche de Noé | |
| 1686 | Pierre Le Gros le jeune L'entrée de Noé, de sa famille, et des animaux dans l'arche                                                                                 | Antoine Girardin aîné L'entrée de Noé, de sa famille, et des animaux dans l'arche                                                                             | |
| 1687 | Jean-Louis Lemoyne Le Déluge | Antoine Girardin Le Déluge | François Regnaudin Le Déluge |
| 1688 | Antoine Girardin Noé sortant de l'Arche | François Regnaudin Noé sortant de l'Arche | |
| 1689 | Robert Le Lorrain L'Ivresse de Noé | Hubert Collinet ou Colinet L'Ivresse de Noé | |
| 1690 | Hubert Collinet ou Colinet La Construction de la tour de Babel | Brodon La Construction de la tour de Babel | |
| 1691 | François Regnaudin Abraham quittant la ville d'Haran pour aller dans la terre promise                                                                               | Nicolas Brodon Abraham quittant la ville d'Haran pour aller dans la terre promise                                                                             | |
| 1692 | Nicolas Brodon Abraham répudie Agar et son fils Ismaël | | |
| 1693 | Benoît Massou Rebecca choisie pour être la femme d'Isaac | Delobel ou Lobelle Rebecca choisie pour être la femme d'Isaac                                                                                                 | |
| 1694 | René Frémin Loth et ses filles sortant de la ville de Sodome | Saincton ou Sainton Loth et ses filles sortant de la ville de Sodome                                                                                          | |
| 1695 | Claude-Augustin Cayot ou Augustin Caillot Bergers montrant à Jacob Rachel, fille de Laban                                                                           | Barthélemy Paillet Bergers montrant à Jacob Rachel, fille de Laban                                                                                            | |
| 1696 | Augustin Caillot Joseph explique les songes de Pharaon | Guillaume Coustou Pharaon donne son anneau royal à Joseph après l'explication des songes                                                                      | |
| 1697 | Guillaume Coustou Les frères de Joseph retenus à la cour de Pharaon                                                                                                 | Gaignard Les frères de Joseph retenus à la cour de Pharaon | |
| 1698 | Charles Charpentier | Jean de Fer | |
| 1699 | Jean de Fer La Vision de Jacob en Égypte en allant retrouver son fils Joseph                                                                                        | Henri Millet La Vision de Jacob en Égypte en allant retrouver son fils Joseph                                                                                 | |
| 1700 | René Charpentier L'entrevue de Jacob et de son fils Joseph | Joseph Van Clève | |

## XVIIIesiècle
|      | Premier Prix | Deuxième Prix                                                                               | Troisième Prix        |
| 1701 | Joseph Van Clève Moïse exposé sur les eaux                                                                                     | Jacques Blanc l'aîné                                                                        |                       |
| 1702 | Jacques Loysel ou Loizel Moïse au buisson ardent                                                                               |                                                                                             |                       |
| 1703 | Pierre Villeneuve Moïse défendant les filles de Jethro                                                                         | Pierre Canlers                                                                              |                       |
| 1704 | Jean Leblanc le jeune David tue Goliath d'un coup de fronde                                                                    |                                                                                             |                       |
| 1705 | Jacques Bousseau Judith amenée dans la tente d'Holopherne                                                                      | Jean-Baptiste Ier Lemoyne                                                                   |                       |
| 1706 | pas de prix |                                                                                             |                       |
| 1707 | pas de prix |                                                                                             |                       |
| 1708 | pas de prix |                                                                                             |                       |
| 1709 | François Dumont Retour de David à Jérusalem après la défaite de Goliath                                                        |                                                                                             |                       |
| 1710 | Lefèvre Abraham adore dieu en la personne des trois anges qui lui renouvellent la promesse de la naissance d'Isaac             | Nourrisson                                                                                  |                       |
| 1711 | Pierre Bourlot Ruth glane dans les champs de Booz                                                                              | Charles-Joseph Roettiers Œuvres de piété de Tobie                                           |                       |
| 1712 | Jean-Baptiste Guyot Abigaïl apportant des vivres pour l'armée de David                                                         | Leclerc le jeune                                                                            |                       |
| 1713 | Martin | Puthois le jeune                                                                            |                       |
| 1714 | pas de prix |                                                                                             |                       |
| 1715 | pas de prix. Cudelle, est seul concurrent.                                                                                     |                                                                                             |                       |
| 1716 | |                                                                                             |                       |
| 1717 | Pas de prix (pas de concurrent)                                                                                                |                                                                                             |                       |
| 1718 | |                                                                                             |                       |
| 1719 | |                                                                                             |                       |
| 1720 | |                                                                                             |                       |
| 1721 | Pas de prix (pas de concurrent)                                                                                                |                                                                                             |                       |
| 1722 | Edme Bouchardon Gédéon choisit ses soldats en observant leur manière de boire Paris, École nationale supérieure des beaux-arts | pas de deuxième prix                                                                        | pas de troisième prix |
| 1723 | Lambert Sigisbert Adam Evilmérodach délivrant Joachim                                                                          |                                                                                             |                       |
| 1724 | | Michel-Ange Slodtz Les Habitants de Sodome frappés d'aveuglement                            |                       |
| 1725 | Jean-Baptiste II Lemoyne Moïse enfant foulant au pied la couronne de pharaon                                                   |                                                                                             |                       |
| 1726 | | Michel-Ange Slodtz                                                                          |                       |
| 1727 | Jacques Roëttiers de la Tour Le Serpent d'airain                                                                               | Vandervoort                                                                                 |                       |
| 1728 | Vandervoort Joram déchire ses vêtements après avoir lui une lettre du roi de Syrie que lui apporte Naaman                      | François Ladatte                                                                            |                       |
| 1729 | François Ladatte Joachim déchire le livre de Jérémie et le jette dans un brasier                                               | Claude-Clair Francin                                                                        |                       |
| 1730 | Claude-Clair Francin Daniel sauve Suzanne                                                                                      | Louis François Roubillac                                                                    |                       |
| 1731 | | Cousinet Hanon, roi des Ammonites, outrage les ambassadeurs que David lui avait envoyé'     |                       |
| 1732 | Jean-Baptiste Boudard Bersellaï remet à David son fils Chanaan                                                                 |                                                                                             |                       |
| 1733 | |                                                                                             |                       |
| 1734 | pas de prix | pas de prix                                                                                 | pas de prix           |
| 1735 | Guillaume II Coustou Eliézer et Rebecca                                                                                        |                                                                                             |                       |
| 1736 | | Le Marchand Le Frappement du Rocher                                                         |                       |
| 1737 | Le Marchand Samson renverse les colonnes du Temple                                                                             | Jacques Saly                                                                                |                       |
| 1738 | Jacques Saly David présenté à Saül                                                                                             | Pierre-Philippe Mignot                                                                      |                       |
| 1739 | Louis-Claude Vassé, Jézabel mangée par les chiens                                                                              | Pierre-Philippe Mignot                                                                      |                       |
| 1740 | Pierre-Philippe Mignot Abigaïl aux pieds de David                                                                              | François Gaspard Balthazar Adam                                                             |                       |
| 1741 | François Gaspard Balthazar Adam L'Ange disparait après la guérison de Tobie                                                    | Chasles                                                                                     |                       |
| 1742 | pas de prix | pas de prix                                                                                 | pas de prix           |
| 1743 | Chasles David se résigne à la volonté du Seigneur qui a frappé son royaume de la peste                                         | Nicolas-François Gillet                                                                     |                       |
| 1744 | pas de prix | pas de prix                                                                                 | pas de prix           |
| 1745 | Pierre Hubert Larchevêque Salomon fait transporter l'arche dans le temple                                                      | Nicolas-François Gillet                                                                     |                       |
| 1746 | pas de prix | pas de prix                                                                                 | pas de prix           |
| 1747 | Jean-Jacques Caffieri (exécuté en 1748)                                                                                        | Edme Dumont (exécuté en 1748)                                                               |                       |
| 1748 | Augustin Pajou | Briard Perrache                                                                             |                       |
| 1749 | Guyard La Guérison miraculeuse du roi Ezéchias                                                                                 | Louis-Félix Delarue                                                                         |                       |
| 1750 | Louis-Félix Delarue Abraham remercie Dieu de lui rendre Isaac                                                                  | Auvray                                                                                      |                       |
| 1751 | Auvray La Guérison miraculeuse de Tobie                                                                                        | Jean-Baptiste d'Huez                                                                        |                       |
| 1752 | André Brenet Réconciliation de David et Absalon                                                                                | Monnet Jean-Baptiste d'Huez                                                                 |                       |
| 1753 | Jean-Baptiste d'Huez David livre aux Gabaonites les enfants de Saül                                                            | Charles-Antoine Bridan                                                                      |                       |
| 1754 | Charles-Antoine Bridan Le Massacre des Innocents                                                                               | Pierre-François Berruer                                                                     | Sigis Félix Lecomte   |
| 1755 | Pierre-François Berruer Melchisédech présentant à Abraham le pain et le vin (exécuté en 1756)                                  |                                                                                             |                       |
| 1756 | Lebrun Melchisédech présentant à Abraham le pain et le vin                                                                     | Félix Lecomte                                                                               |                       |
| 1757 | Étienne-Pierre-Adrien Gois Tobie fait enlever les morts                                                                        | Félix Lecomte                                                                               |                       |
| 1758 | Félix Lecomte Construction de l'Arche d'alliance                                                                               | Werbeckt                                                                                    | Surugues              |
| 1759 | Claude Michel dit Clodion Absalon fait tuer son frère Ammon dans un festin                                                     | Surugues                                                                                    |                       |
| 1760 | Martin-Claude Monot Sacrifice des israélites au retour de l'arche ramenée du pays des Philistins                               | Polet                                                                                       |                       |
| 1761 | Jean-Antoine Houdon La Reine de Saba offre des présents à Salomon                                                              | Polet                                                                                       |                       |
| 1762 | Louis Boizot La Mort de Germanicus                                                                                             | Nicolas Sénéchal                                                                            | Boucher               |
| 1763 | Boucher Auguste au tombeau d'Alexandre                                                                                         | Jacques-Philippe Beauvais                                                                   |                       |
| 1764 | Jacques-Philippe Beauvais Sabinus et Éponine amenés devant l'empereur Vespasien                                                | Louis-Jacques Pilon                                                                         |                       |
| 1765 | Pierre Julien Albinus faisant descendre sa famille de son char                                                                 | Joseph Deschamps David porte la tête de Goliath en triomphe (réalisé en 1768)               |                       |
| 1766 | Nicolas Sénéchal Alexandre boit le breuvage que lui présente son médecin Philippe                                              | François-Auguste Moitte                                                                     |                       |
| 1767 | Louis-Jacques Pilon Le Christ chassant les marchands du Temple                                                                 | René Milot                                                                                  |                       |
| 1768 | Jean Guillaume Moitte David porte la tête de Goliath en triomphe                                                               | Jean Joseph Foucou                                                                          |                       |
| 1769 | Jean Joseph Foucou Mucius Scaevola devant Porsenna                                                                             | Jean-Baptiste Stouf                                                                         |                       |
| 1770 | René Millot Le Frappement du rocher (exécuté en 1771)                                                                          | Louis Leverd Le Repas de Balthazar (exécuté en 1772)                                        |                       |
| 1771 | Joseph Deschamps Le Frappement du rocher                                                                                       | Philippe Simon                                                                              |                       |
| 1772 | François Delaistre Le Repas de Balthazar                                                                                       | André Ségla                                                                                 |                       |
| 1773 | André Ségla Lycurgue présente aux spartiates l'enfant qui doit être leur prince                                                | Antoine-Léonard Pasquier                                                                    |                       |
| 1774 | Pierre La Bussière Le Sacrifice d'Iphigénie                                                                                    | Jacques-Auguste Collet                                                                      |                       |
| 1775 | Barthélémy-François Chardigny La Parabole du Samaritain (exécuté en 1782)                                                      | François-Marie Suzanne Numa Pompilius élu roi des romains                                   |                       |
| 1776 | Antoine-Léonard Pasquier Le Corps d'Hector rapporté à Troie                                                                    | Jean-Jacques Oger Joseph vendu par ses frères (exécuté en 1784)                             |                       |
| 1777 | François-Marie Suzanne Mucius Scaevola devant Porsenna (exécuté en 1778)                                                       | Louis-Antoine Bacari Mucius Scaevola devant Porsenna (exécuté en 1778)                      |                       |
| 1778 | Jacques Lemaire Mucius Scaevola devant Porsenna                                                                                | Louis Pierre Deseine                                                                        |                       |
| 1779 | Louis Pierre Deseine Le Déluge (exécuté en 1780)                                                                               | Jean-François Lorta Sertorius assassiné au milieu d'un repas chez Perpenna                  |                       |
| 1780 | Louis-Antoine Bacari Le Déluge                                                                                                 | Jacques-Philippe Le Sueur                                                                   |                       |
| 1781 | Jacques-Philippe Le Sueur David sauve Saül dans sa tente                                                                       | Antoine-Denis Chaudet                                                                       |                       |
| 1782 | Claude Ramey La Parabole du Samaritain                                                                                         | Augustin Félix Fortin                                                                       |                       |
| 1783 | Augustin Félix Fortin Élisée ressuscite un mort                                                                                | Jacques-Edme Dumont                                                                         |                       |
| 1784 | Antoine-Denis Chaudet Joseph vendu par ses frères Paris, musée du Louvre                                                       | Henri-Victor Roguier Joseph vendu par ses frères Eglise Saint-Romain de Sèvres              |                       |
| 1785 | Claude Michallon Brutus condamne ses fils à mort                                                                               | Antoine-François Gérard                                                                     |                       |
| 1786 | Edme-François-Étienne Gois Abimélech rend Sara à Abraham avec des présents (exécuté en 1791)                                   |                                                                                             |                       |
| 1787 | Barthélémy Corneille La Peste sous le règne de David                                                                           | Maximilien Van Lede                                                                         |                       |
| 1788 | Jacques-Edme Dumont La Mort de Tarquin                                                                                         | Edme-François-Étienne Gois                                                                  |                       |
| 1789 | Antoine-François Gérard Joseph allant au devant de Jacob                                                                       | Pierre-Charles Bridan                                                                       |                       |
| 1790 | François-Frédéric Lemot Le Jugement de Salomon Paris, École nationale supérieure des beaux-arts                                | Michel-Louis Pioche                                                                         |                       |
| 1791 | Pierre-Charles Bridan Abimélech rend Sara à Abraham avec des présents                                                          | Charles-Auguste Taunay                                                                      |                       |
| 1792 | Charles-Auguste Taunay Manlius Torquatus repoussé par son père                                                                 | Charles Antoine Callamard                                                                   |                       |
| 1793 | pas de prix | pas de prix                                                                                 | pas de prix           |
| 1794 | pas de prix | pas de prix                                                                                 | pas de prix           |
| 1795 | pas de prix | pas de prix                                                                                 | pas de prix           |
| 1796 | pas de prix | pas de prix                                                                                 | pas de prix           |
| 1797 | Charles Antoine Callamard Ulysse et Néoptolème enlèvent à Philoctète l'arc et les flèches d'Hercule dans l'île de Lemnos       | François Milhomme Jean-Louis Duval                                                          |                       |
| 1798 | Louis Delaville Marcellus fait embarquer tous les monuments d'art de Syracuse                                                  |                                                                                             |                       |
| 1799 | Charles Dupaty Périclès venant visiter Anaxagoras Antoine Mouton                                                               | Edme Gaulle                                                                                 |                       |
| 1800 | | Friedrich Tieck Priam demande à Achille le corps d'Hector Alexandre-Jean-Constantin Norblin |                       |

## XIXesiècle
|      | Premier Prix | Deuxième Prix | Autres concurrents |
| 1801 | Joseph Charles Marin Caïus Gracchus quittant sa femme Licinia Paris, École nationale supérieure des beaux-arts François Milhomme Caïus Gracchus quittant sa femme Licinia Paris, École nationale supérieure des beaux-arts                                                                    | Joseph Alvarez | |
| 1802 | Urs Pancraz Eggenschwyler Cléobis et Biton Lorenzo Bartolini | | |
| 1803 | Edme Gaulle Ulysse reconnu par sa nourrice Euryclée | Charles-René Laitié | |
| 1804 | Charles-René Laitié Méléagre refusant de secourir sa ville | Henri-Joseph Rutxhiel | |
| 1805 | Grégoire Giraud Le corps d'Evandre rapporté sur un brancard | Jean-Robert Calloigne | |
| 1806 | Grégoire Giraud Philoctète blessé quitte Lemnos Paris, École nationale supérieure des beaux-arts | Jean-Pierre Cortot | |
| 1807 | Jean-Robert Calloigne Archimède | Nicolas-Augustin Matte | |
| 1808 | Henri-Joseph Rutxhiel Dédale met des ailes à son fils Icare Paris, École nationale supérieure des beaux-arts | Achille Valois | Paul Le Moyne Charles-Stanislas Canlers |
| 1809 | Jean-Pierre Cortot Marius sur les ruines de Carthage | François Rude | Louis-Denis Caillouette |
| 1810 | Jules-Robert Auguste Othriadès, dernier des Lacédémoniens, écrit de son sang sur son bouclier : Les Lacédémoniens vainqueurs des Argiens | David d'Angers Othriadès, dernier des Lacédémoniens Angers, Galerie David d'Angers                                                                                      | |
| 1811 | David d'Angers La Mort d'Epaminondas Angers, Galerie David d'Angers | Jean-Louis Van Geel | |
| 1812 | François Rude Aristée pleure la perte de ses abeilles | Jean-Baptiste Roman | Toussaint Massa James Pradier |
| 1813 | James Pradier Ulysse et Néoptolème enlèvent à Philoctète les armes d'Hercule Paris, École nationale supérieure des beaux-arts | Jean-Jacques Flatters Louis Petitot | |
| 1814 | Louis Petitot Achille blessé à mort retire la flèche de sa blessure | Jules Ramey | |
| 1815 | Jules Ramey Ulysse reconnu par son chien Paris, École nationale supérieure des beaux-arts | Toussaint Massa | |
| 1816 | Jean-Baptiste Roman Ulysse et Ajax envoyés vers Achille par Agamemnon | Abel Dimier | |
| 1817 | Charles-François Lebœuf Mort d'Agis, roi de Lacédémone Paris, École nationale supérieure des beaux-arts | Georges Jacquot | |
| 1818 | Bernard Seurre Chélonis implorant la grâce de son époux Cléombrotte Paris, École nationale supérieure des beaux-arts | Théophile Bra Louis-Denis Caillouette | |
| 1819 | Abel Dimier Énée blessé à la cuisse, guéri par Vénus Paris, École nationale supérieure des beaux-arts | Justin-Marie Lequien Philippe Joseph Henri Lemaire | Maurice Béguin |
| 1820 | Georges Jacquot Caïn maudit par Dieu Paris, École nationale supérieure des beaux-arts | Antoine-Louis Barye | |
| 1821 | Philippe Joseph Henri Lemaire Alexandre dans la ville des Oxydraques Paris, École nationale supérieure des beaux-arts | Auguste Dumont | |
| 1822 | | Charles Émile Seurre Jason enlève la toison d'or Louis Desprez | |
| 1823 | Auguste Dumont Douleur d'Evandre sur le corps de son fils Pallas Paris, École nationale supérieure des beaux-arts Francisque Duret Douleur d'Evandre sur le corps de son fils Pallas Paris, École nationale supérieure des beaux-arts                                                         | Jean-Baptiste Joseph Debay père Antoine Laurent Dantan | |
| 1824 | Charles Émile Seurre La Tunique de Joseph rapportée à Jacob Paris, École nationale supérieure des beaux-arts | Jean-Louis Jaley | |
| 1825 | | François Lanno Prométhée attaché au rocher | |
| 1826 | Louis Desprez La Mort d'Orion Paris, École nationale supérieure des beaux-arts | François Jouffroy | |
| 1827 | Jean-Louis Jaley Mucius Scaevola devant Porsenna Paris, École nationale supérieure des beaux-arts François Lanno Mucius Scaevola devant Porsenna Paris, École nationale supérieure des beaux-arts                                                                                             | Honoré Husson | |
| 1828 | Antoine Laurent Dantan La Mort d'Hercule Paris, École nationale supérieure des beaux-arts | Napoléon Jacques | |
| 1829 | Jean-Baptiste Joseph Debay fils La Mort d'Hyacinthe Paris, École nationale supérieure des beaux-arts | Antoine Étex Joseph Brian | |
| 1830 | Honoré Husson Thésée vainqueur du Minotaure Paris, École nationale supérieure des beaux-arts | Joseph Marius Ramus | Louis-Eugène Bion |
| 1831 | | Pierre-Charles Simart La Mort de Caton d'Utique Louis-Alexis-Achille Bouly                                                                                              | Autres concurrents : Joseph Brian La Mort de Caton d'Utique Avignon, musée Calvet |
| 1832 | François Jouffroy Capanée foudroyé sous les murs de Thèbes Paris, École nationale supérieure des beaux-arts Jean-Louis Brian Capanée foudroyé sous les murs de Thèbes Paris, École nationale supérieure des beaux-arts                                                                        | Armand Toussaint | |
| 1833 | Pierre-Charles Simart Le Vieillard et ses enfants Paris, École nationale supérieure des beaux-arts | Auguste Ottin François Théodore Devaulx | |
| 1834 | | Julien Gourdel La Flagellation du Christ | |
| 1835 | pas de prix | pas de prix | pas de prix |
| 1836 | Jean-Marie Bonnassieux La Mort de Socrate Paris, École nationale supérieure des beaux-arts Auguste Ottin La Mort de Socrate Paris, École nationale supérieure des beaux-arts | Jules Cavelier Toussaint-François Jourjon | |
| 1837 | Louis Léopold Chambard Marius sur les ruines de Carthage Paris, École nationale supérieure des beaux-arts | Nicolas-Victor Vilain Théodore-Charles Gruyère | |
| 1838 | Nicolas-Victor Vilain David cherche à apaiser les fureurs de Saül Paris, École nationale supérieure des beaux-arts | Jean-Pierre Moulive | |
| 1839 | Théodore-Charles Gruyère Le Serment des sept chefs devant Thèbes Paris, École nationale supérieure des beaux-arts | Célestin-Anatole Calmels Jean Petit | |
| 1840 | | Pierre Robinet Ulysse bandant son arc | |
| 1841 | Georges Diebolt La Mort de Démosthène Paris, École nationale supérieure des beaux-arts Charles-Joseph Godde La Mort de Démosthène Paris, École nationale supérieure des beaux-arts | Jacques Léonard Maillet | |
| 1842 | Jules Cavelier Diomède enlevant le Palladium Paris, École nationale supérieure des beaux-arts | René-Ambroise Maréchal Mathurin Moreau | Noël-Jules Girard |
| 1843 | René-Ambroise Maréchal La Mort d'Epaminondas Paris, École nationale supérieure des beaux-arts | Eugène-Louis Lequesne | Hubert Lavigne |
| 1844 | Eugène-Louis Lequesne Pyrrhus tuant Priam Paris, École nationale supérieure des beaux-arts | Gabriel-Jules Thomas | Eugène Guillaume |
| 1845 | Eugène Guillaume Thésée retrouvant l'épée de son père Paris, École nationale supérieure des beaux-arts | | |
| 1846 | pas de prix | pas de prix | pas de prix |
| 1847 | Jean-Joseph Perraud Télémaque rapportant à Phalante l'urne renfermant les cendres d'Hippias Paris, École nationale supérieure des beaux-arts Jacques-Léonard Maillet Télémaque rapportant à Phalante l'urne renfermant les cendres d'Hippias Paris, École nationale supérieure des beaux-arts | Hippolyte Bonnardel | Louis Roguet |
| 1848 | Gabriel-Jules Thomas Philoctète partant pour le siège de Troie Paris, École nationale supérieure des beaux-arts | Louis Roguet Philoctète partant pour le siège de Troie Orléans, musée des Beaux-Arts                                                                                    | Henri-Charles Maniglier |
| 1849 | Louis Roguet Teucer blessé par Hector Paris, École nationale supérieure des beaux-arts | | |
| 1850 | Charles Gumery La Mort d'Achille Paris, École nationale supérieure des beaux-arts | Hippolyte Ferrat | Jean-Baptiste Carpeaux La Mort d'Achille Valenciennes, musée des Beaux-Arts |
| 1851 | Gustave Crauk Les Grecs et les Troyens se disputent le corps de Patrocle Paris, École nationale supérieure des beaux-arts Hippolyte Bonnardel Les Grecs et les Troyens se disputent le corps de Patrocle Paris, École nationale supérieure des beaux-arts                                     | Didier Début Henri-Charles Maniglier | Alfred-Adolphe-Édouard Lepère |
| 1852 | Alfred-Adolphe-Édouard Lepère Philoctète à Lemnos Paris, École nationale supérieure des beaux-arts | Jean-Baptiste Carpeaux Philoctète à Lemnos Valenciennes, musée des Beaux-Arts                                                                                           | |
| 1853 | | Henri Chapu Désespoir d'Alexandre après la mort de Clitus | Amédée Doublemard |
| 1854 | Jean-Baptiste Carpeaux Hector et son fils Astyanax Paris, École nationale supérieure des beaux-arts | Amédée Doublemard Aimé Charles Irvoy | |
| 1855 | Henri Chapu Cléobis et Biton Paris, École nationale supérieure des beaux-arts Amédée Doublemard Cléobis et Biton Paris, École nationale supérieure des beaux-arts | Jules Rolland | |
| 1856 | Henri-Charles Maniglier Romulus vainqueur d'Acron porte les premières dépouilles opimes au temple de Jupiter Paris, École nationale supérieure des beaux-arts | Ernest-Eugène Hiolle Auguste Lechesne | |
| 1857 | Joseph Tournois Ulysse blessé à la chasse par un sanglier Paris, École nationale supérieure des beaux-arts | Jean-André Delorme Louis Auguste Roubaud | mention : Eugène Delaplanche |
| 1858 | (Non décerné) Achille saisissant ses armes | Antoine Watrinelle (premier second grand prix) Eugène Delaplanche (deuxième second grand prix)                                                                          | |
| 1859 | Alexandre Falguière Mézence blessé préservé par l'intrépidité de son fils Lausos Paris, École nationale supérieure des beaux-arts Louis-Léon Cugnot Mézence blessé préservé par l'intrépidité de son fils Lausos Paris, École nationale supérieure des beaux-arts                             | | |
| 1860 | Raymond Barthélemy Oreste se réfugiant à l'autel de Minerve Paris, École nationale supérieure des beaux-arts | Jules-Isidore Nathan | |
| 1861 | Justin-Chrysostome Sanson Chryséis rendue à son père par Ulysse Paris, École nationale supérieure des beaux-arts | | Jules Dalou |
| 1862 | Ernest-Eugène Hiolle Aristée pleurant la perte de ses abeilles Paris, École nationale supérieure des beaux-arts | Jules Fesquet Aix-en-Provence, musée Granet Jean-Baptiste Gustave Deloye                                                                                                | Jules Dalou |
| 1863 | Charles-Arthur Bourgeois La Mort de Nisus et Euryale Paris, École nationale supérieure des beaux-arts | Aristide Croisy | |
| 1864 | Eugène Delaplanche Ulysse bandant son arc Paris, École nationale supérieure des beaux-arts Jean-Baptiste Deschamps Ulysse bandant son arc Paris, École nationale supérieure des beaux-arts | | Autres concurrents : Jules-Isidore Lafrance Nadaud Aristide Croisy Félix Martin Louis-Ernest Barrias Frédéric-Charles Combarieu Jean-Baptiste Gustave Deloye Alphonse Dumilatre                                                              |
| 1865 | Louis-Ernest Barrias La Fondation de Marseille Paris, École nationale supérieure des beaux-arts | Aristide Croisy | Autres participants : Jules-Isidore Lafrance Jean-Baptiste Germain Alfred Charles Jules Dalou Perdu Jean-Paul Aubé Joseph-Michel Caillé Jean-Baptiste Gustave Deloye Delestre                                                                |
| 1866 | | | Autres concurrents : Aristide Croisy Joseph-Michel Caillé Fourquet Jean-Henri Cassagne Jules-Isidore Lafrance Dinet Truffot René Hermant Jules-Isidore Nathan Jean-Baptiste Germain                                                          |
| 1867 | Pas de prix de Rome de sculpture | | Quatre accessits : André-Joseph Allar Auguste Dujardin Alphonse Dumilatre Truffaut Autres concurrents : Jean-Antoine-Marie Idrac Tony Noël Morice Henri-Ernest Vaudescal Ernest Damé Desnourzon                                              |
| 1868 | Antonin Mercié Thésée vainqueur du Minotaure Paris, École nationale supérieure des beaux-arts Tony Noël | | Autres concurrents André-Joseph Allar Alphonse Dumilatre Morice Mabille Tony Noël Truffot Jules Coutan Ernest Damé Lefeuvre |
| 1869 | André-Joseph Allar Alexandre et son médecin Philippe Paris, École nationale supérieure des beaux-arts | | Autres concurrents : André-Joseph Allar Jules Coutan Prosper-Jean-Émile Seilhade Paul-Armand Bayard de la Vingtrie Dujardin Alphonse Dumilatre Martin Jean-Antoine-Marie Idrac Alfred Lenoir Édouard Lormier                                 |
| 1870 | Jules-Isidore Lafrance Samson rompant ses liens Paris, École nationale supérieure des beaux-arts | | Autres concurrents : Laurent Marqueste Alfred Charles René Hermant Anceaux Alphonse Dumilatre Barthélemy Jean-Antoine Injalbert Maximilien-Henri Hiolle Dujardin                                                                             |
| 1871 | Laurent Marqueste La Flagellation du Christ Paris, École nationale supérieure des beaux-arts | | Autres concurrents : Alphonse Dumilatre Fourquet Jean-Antoine-Marie Idrac Alfred Lenoir Daniel Dupuis Jacques Perrin Mabille Gustave Michel Morlon                                                                                           |
| 1872 | Jules Coutan Ajax foudroyé Paris, École nationale supérieure des beaux-arts | Jean-Baptiste Hugues Ajax foudroyé Marseille, musée des Beaux-Arts Alphonse Dumilatre                                                                                   | Autres concurrents : Jacques Perrin Jean-Antoine-Marie Idrac Émile Peynot Forand Mabille René Prieur Jean-Antoine Injalbert |
| 1873 | Jean-Antoine-Marie Idrac Philoctète secouru par Ulysse et Néoptolème, soigné par Machaon Paris, École nationale supérieure des beaux-arts | Jean-Antoine Injalbert Jean-Baptiste Hugues | |
| 1874 | Jean-Antoine Injalbert La Douleur d'Orphée Paris, École nationale supérieure des beaux-arts | Ernest Guilbert Léon Olympe Anne Bernard Marie | |
| 1875 | Jean-Baptiste Hugues Homère chante ses poésies dans une ville de Grèce Paris, École nationale supérieure des beaux-arts | | Autres concurrents : Gustave Michel Ernest Guilbert Alfred Boucher Homère chante ses poésies dans une ville de Grèce Fécamp, musée des Pêcheries Camille Lefèvre Jules Printemps Jacques Perrin Alfred-Désiré Lanson Émile Peynot Léon Fagel |
| 1876 | Alfred-Désiré Lanson Jason enlevant la toison d'or Paris, École nationale supérieure des beaux-arts | Premier Second Alfred Boucher Jason enlevant la toison d'or Avallon, musée de l'Avallonnais Deuxième Second Jean Turcan                                                 | Autres concurrents : Paul Darbefeuille Léon Fagel Steiner Jacques Perrin Augustin Peène Paul-Henri Hudelet Gustave Michel |
| 1877 | Alphonse-Amédée Cordonnier La Tête et la lyre d'Orphée retrouvées par des pêcheurs Paris, École nationale supérieure des beaux-arts | Premier Second Jules Jacques Labatut Deuxième Second Camille Lefèvre | Autres concurrents : Edmond Grasset Jean Dampt Jean-Ossaye Mombur Paul-Henri Hudelet La Tête et la lyre d'Orphée retrouvées par des pêcheurs Langres, musée d'Art et d'Histoire Jacques Perrin Léon Fagel Ernest Guilbert                    |
| 1878 | Edmond Grasset Caton d'Utique au moment de se donner la mort Paris, École nationale supérieure des beaux-arts, en dépôt à Preuilly, mairie | Camille Lefèvre | Mention honorable : Auguste Suchetet Autres concurrents : Jules Jacques Labatut Alfred Boucher Mourlin Paul Darbefeuille Denys Puech Augustin Peène Léon Fagel                                                                               |
| 1879 | Léon Fagel Tobie rendant la vue à son père Paris, École nationale supérieure des beaux-arts | Jean-Ossaye Mombur Tobie rendant la vue à son père Clermont-Ferrand, musée d'art Roger-Quilliot                                                                         | Autres concurrents Gustave Michel Jules Jacques Labatut Alfred Boucher Jules Roulleau Camille Lefèvre Emmanuel Dolivet Jacques Perrin Victor Fulconis                                                                                        |
| 1880 | Émile Peynot L'Enfant prodigue Paris, École nationale supérieure des beaux-arts | Jules Roulleau Emmanuel Hannaux | Autres concurrents : Henri-Édouard Lombard Denys Puech Joseph-Antoine Gardet Briden Alfred Boucher Jean-Ossaye Mombur Camille Lefèvre |
| 1881 | Jules Jacques Labatut Tyrtée chantant ses Messéniennes Paris, École nationale supérieure des beaux-arts | Augustin Peène Denys Puech | Autres concurrents : Camille Lefèvre Charles Desvergnes Tyrtée chante ses Messéniennes Bellegarde (Loiret), château Emmanuel Hannaux Eugène Quinton Paul Menguin Antonin Carlès Maurice Ferrary                                              |
| 1882 | Maurice Ferrary Saint Sébastien percé de flèches Paris, École nationale supérieure des beaux-arts | | Autre concurrent : Raoul Verlet Eugène Quinton Léon Chavalliaud Pepin Paul Gasq Henri-Édouard Lombard Emmanuel Hannaux Augustin Peène Jules Roulleau                                                                                         |
| 1883 | Henri-Édouard Lombard La Mort de Diagoras de Rhodes Paris, École nationale supérieure des beaux-arts | Denys Puech La Mort de Diagoras de Rhodes Localisation actuelle inconnue Raoul Verlet La Mort de Diagoras de Rhodes Angoulême, musée des Beaux-Arts                     | Autres concurrents : Eugène Quinton La Mort de Diagoras de Rhodes Rennes, musée des Beaux-Arts Pech Paul Gasq Pépin Augustin Peène Charles Desvergnes La Mort de Diagoras de Rhodes Bellegarde (Loiret), château Sul                         |
| 1884 | Denys Puech Mézence blessé Paris, École nationale supérieure des beaux-arts, en dépôt à Rodez, musée Denys-Puech | Paul Gasq Joseph-Antoine Gardet | Autres concurrents : Léon Chavalliaud François Sicard Ferdinand Faivre Louis Convers Edgar Boutry Félix Soulès Emmanuel Hannaux |
| 1885 | Joseph-Antoine Gardet Le corps d'un soldat spartiate rapporté à sa mère Paris, École nationale supérieure des beaux-arts | Emmanuel Hannaux Metz, musée de la Cour d'Or Edgar Boutry Le corps d'un soldat spartiate rapporté à sa mère Lille, musée des Beaux-Arts                                 | Autres concurrents : Eugène Marioton Ferdinand Faivre Corneille Theunissen Léon Chavalliaud Lefevre Charles Desvergnes Bardelle |
| 1886 | Paul-Gabriel Capellaro Tobie retirant le poisson de l'eau Paris, École nationale supérieure des beaux-arts | Léon Chavalliaud Tobie retirant le poisson de l'eau Reims, musée des Beaux-Arts François-Raoul Larche Tobie retirant le poisson de l'eau Bordeaux, musée des Beaux-Arts | Autres concurrents : Félix Charpentier Deman Henri Gauquié Paul Gasq Louis Convers Raoul Verlet Charles Desvergnes Tobie retirant le poisson de l'eau Bellegarde (Loiret), château                                                           |
| 1887 | Edgar Boutry Thésée rend à Œdipe ses filles Antigone et Ismène Paris, École nationale supérieure des beaux-arts | Charles Desvergnes Félix Soulès | Autres concurrents : Hippolyte Lefèbvre Georges-Émile Muhlenbeck Corneille Theunissen Albert Roze Macé Louis Convers Léon Chavalliaud |
| 1888 | Louis Convers Oreste au tombeau d'Agamemnon Paris, École nationale supérieure des beaux-arts | Corneille Theunissen Hippolyte Lefèbvre Oreste au tombeau d'Agamemnon Lille, Palais des Beaux-Arts                                                                      | Autres concurrents : Paul Gasq François-Raoul Larche Deion Josse Tonetti Dwan Louis Baralis Albert Roze |
| 1889 | Charles Desvergnes Le Retour de l'enfant prodigue Paris, École nationale supérieure des beaux-arts, en dépôt à Bellegarde (Loiret), château | Georges Récipon Le Retour de l'enfant prodigue œuvre détruite à Dunkerque en 1940                                                                                       | Autres concurrents : Corneille Theunissen Félix-Alexandre Desruelles Jean-Baptiste Antoine Champeil Louis Clausade Émile Delépine Paul Gasq Louis Baralis Le Retour de l'enfant prodigue Albi, musée Toulouse-Lautrec Alfred Charson         |
| 1890 | Paul Gasq Othryadas mourant Paris, École nationale supérieure des beaux-arts | Jean-Baptiste Belloc François-Léon Sicard | |
| 1891 | François-Léon Sicard Apollon chante au milieu des bergers Paris, École nationale supérieure des beaux-arts | Félix-Alexandre Desruelles Hippolyte Lefèbvre | |
| 1892 | Hippolyte Lefebvre Adam chassé du Paradis est condamné à travailler la terre Paris, École nationale supérieure des beaux-arts | Émile Delépine Louis Clausade | Autres concurrents : Louis Baralis Albert Miserey Paul Roussel Georges-Émile Muhlenbeck Champion Jean-Baptiste Belloc Corneille Theunissen                                                                                                   |
| 1893 | Aimé Octobre L'Âge d'Or Paris, École nationale supérieure des beaux-arts | Félix-Alexandre Desruelles Charles Lemarquier | |
| 1894 | Constant-Ambroise Roux Achille revêt l'armure apportée par Thétis Paris, École nationale supérieure des beaux-arts | Jean Boucher | |
| 1895 | Paul Roussel David vainqueur de Goliath amené en triomphe à Saül Paris, École nationale supérieure des beaux-arts | Victor Segoffin David vainqueur de Goliath amené en triomphe à Saül Toulouse, musée des Augustins                                                                       | |
| 1896 | Jean-Baptiste Antoine Champeil Mucius Scaevola devant Porsenna Paris, École nationale supérieure des beaux-arts | Victor Segoffin | |
| 1897 | Victor Segoffin Orphée perdant pour la seconde fois Eurydice Paris, École nationale supérieure des beaux-arts | André Vermare Orphée perdant pour la seconde fois Eurydice Localisation actuelle inconnue, autrefois à Lyon, musée des Beaux-Arts                                       | Autres concurrents : Camille Alaphilippe Orphée perdant pour la seconde fois Eurydice Tours, musée des Beaux-Arts |
| 1898 | Camille Alaphilippe Caïn poursuivi par la vengeance céleste Paris, École nationale supérieure des beaux-arts | Jean Boucher Alphonse Camille Terroir | Jules Déchin Raynaud André Vermare Hamar Blanconnier Magrou |
| 1899 | André Vermare La Douleur d'Adam et Ève devant le cadavre d'Abel Paris, École nationale supérieure des beaux-arts | | |
| 1900 | Paul Landowski David se prépare à lancer la fronde Paris, école nationale supérieure des Beaux-Arts | | |

## XXesiècle
|      | Premier Prix | Deuxième Prix | Autres concurrents                                                              |
| 1901 | Louis-Henri Bouchard Antigone soutenant la marche d'Œdipe chassé de Thèbes Paris, école nationale supérieure des Beaux-Arts | Jean-Baptiste Larrivé Antigone soutenant la marche d'Œdipe chassé de Thèbes Localisation actuelle inconnue, autrefois à Lyon, musée des Beaux-Arts Just-Valentin Boudier                                                   |                                                                                 |
| 1902 | Alphonse Camille Terroir Ulysse naufragé, jette au loin dans la mer l'écharpe de la déesse Paris, école nationale supérieure des Beaux-Arts                                                                                      | Lucien Brasseur Alexandre Descatoire |                                                                                 |
| 1903 | Eugène Piron Dalila livre Samson aux Philistins Paris, école nationale supérieure des Beaux-Arts | Just-Valentin Boudier Dalila livre Samson aux Philistins Alençon, musée des Beaux-Arts et de la Dentelle Marcel Gaumont |                                                                                 |
| 1904 | Jean-Baptiste Larrivé Saint Jean-Baptiste prêchant dans le désert Paris, école nationale supérieure des Beaux-Arts | Aimé Blaise Félix Benneteau-Desgrois |                                                                                 |
| 1905 | Lucien Brasseur Cérès enseigne l'agriculture à Triptolème Paris, école nationale supérieure des Beaux-Arts | Julien Lorieux Cérès enseigne l'agriculture à Triptolème Dakar, Palais du Gouvernement général Henri-Raphaël Moncassin Cérès enseigne l'agriculture à Triptolème Toulouse, école supérieure des Beaux-Arts                 |                                                                                 |
| 1906 | Aimé Blaise La mort de Narcisse Paris, école nationale supérieure des Beaux-Arts | Marcel Gaumont François-Maurice Roganeau | Autres concurrents : Louis Prost La mort de Narcisse Lyon, musée des Beaux-Arts |
| 1907 | Sujet : La mort de Cynthie (Pas de premier prix) | Eugène Moulin Félix Benneteau-Desgrois |                                                                                 |
| 1908 | Marcel Gaumont Le jeune Sophocle après la victoire de Salamine Paris, école nationale supérieure des Beaux-Arts Camille Crenier Le jeune Sophocle après la victoire de Salamine Paris, école nationale supérieure des Beaux-Arts | Paul Ponsard Le jeune Sophocle après la victoire de Salamine La Côte-Saint-André, musée Hector-Berlioz Louis-Aimé Lejeune Le jeune Sophocle après la victoire de Salamine Évreux, musée d'art, d'histoire et d'archéologie |                                                                                 |
| 1909 | Félix Benneteau-Desgrois Vénus sauve Hélène de la mort Paris, école nationale supérieure des Beaux-Arts | Lucienne Heuvelmans Vénus sauve Hélène de la mort Paulhan, mairie Julien-Michel Menant Mâcon, musée des Ursulines |                                                                                 |
| 1910 | Sujet : Ulysse et les sirènes (Pas de premier prix) | Charles Cassou Joseph Ebstein Ulysse écoutant les voix des Sirènes | Georges Mathey                                                                  |
| 1911 | Lucienne Heuvelmans Electre veillant sur le sommeil d'Oreste Paris, école nationale supérieure des Beaux-Arts Louis-Aimé Lejeune Oreste et Electre endormis Paris, école nationale supérieure des Beaux-Arts                     | Claude Grange Electre veillant sur le sommeil d'Oreste Vienne, musée des Beaux-Arts et d'archéologie Paul Silvestre Electre veillant sur le sommeil d'Oreste Toulouse, école supérieure des Beaux-Arts                     |                                                                                 |
| 1912 | Siméon Foucault Berger chaldéen étudiant les astres Paris, école nationale supérieure des Beaux-Arts | Paul Silvestre Berger chaldéen étudiant les astres Toulouse, école supérieure des Beaux-Arts Armand Martial Berger chaldéen étudiant les astres Bourbon-Lancy, musée municipal                                             |                                                                                 |
| 1913 | Armand Martial Chanteurs bucoliques Paris, école nationale supérieure des Beaux-Arts | Marcel Lehuédé Chanteurs bucoliques Autrefois à Saint-Nazaire, musée municipal Antoine Ambrosio-Donnet Chanteurs bucoliques Nice, musée des Beaux-Arts                                                                     |                                                                                 |
| 1914 | Marc Leriche Léandre expirant sur le rivage de Sestos Paris, école nationale supérieure des Beaux-Arts | Antoine Ambrosio-Donnet Léandre expirant sur le rivage de Sestos Nice, musée des Beaux-Arts Carlo Sarrabezolles Léandre expirant sur le rivage de Sestos Réserves du centre national des arts plastiques                   |                                                                                 |
| 1915 | (pas de prix) | |                                                                                 |
| 1916 | (pas de prix) | |                                                                                 |
| 1917 | (pas de prix) | |                                                                                 |
| 1918 | (pas de prix) | |                                                                                 |
| 1919 | Alfred Janniot La Gloire ramène le héros au foyer familial Paris, école nationale supérieure des Beaux-Arts Raymond Delamarre La Gloire ramène le héros au foyer familial Paris, école nationale supérieure des Beaux-Arts       | Alfred Alphonse Bottiau Maurice Herbaux Jean Dominique Aubiné |                                                                                 |
| 1920 | Charles Georges Cassou Consolation Paris, école nationale supérieure des Beaux-Arts | Louis Bertola Charles Malfray Consolation Boulogne-Billancourt, musée des Années Trente |                                                                                 |
| 1921 | Élie-Jean Vézien Les Fiançailles Paris, école nationale supérieure des Beaux-Arts | Gilbert Privat Les Fiançailles Toulouse, musée des Augustins Paul-Félix Dudouit Les Fiançailles Toulouse, musée des Augustins                                                                                              |                                                                                 |
| 1922 | Jean Dominique Aubiné Saint Christophe Paris, école nationale supérieure des Beaux-Arts | Albert Patrisse Georges Hamard |                                                                                 |
| 1923 | Louis Bertola Une muse remet à Apollon le couteau avec lequel il va écorcher Marsyas Paris, école nationale supérieure des Beaux-Arts                                                                                            | Léon Georges Baudry Une muse remet à Apollon le couteau avec lequel il va écorcher Marsyas Localisation actuelle inconnue (autrefois à Dieppe, château-musée) Pierre Lavalley                                              |                                                                                 |
| 1924 | André Augustin Sallé La mort et le bûcheron Paris, école nationale supérieure des Beaux-Arts | Anna Quinquaud Évariste Jonchère |                                                                                 |
| 1925 | Évariste Jonchère La Vendange Paris, école nationale supérieure des Beaux-Arts | François Bazin Sylvestre Clerc |                                                                                 |
| 1926 | René Letourneur Judith rentrant à Béthulie Paris, école nationale supérieure des Beaux-Arts | Sylvestre Clerc Roger Prat |                                                                                 |
| 1927 | Raymond Couvègnes L'invention de la corne d'abondance Paris, école nationale supérieure des Beaux-Arts | Georges Saulo Louis Bate |                                                                                 |
| 1928 | Pierre-Henri-Félix Honoré Vocation de saint François d'Assise Paris, école nationale supérieure des Beaux-Arts | Félix Joffre Jacques Zwobada |                                                                                 |
| 1929 | Félix Joffre L'Été Paris, école nationale supérieure des Beaux-Arts | Robert Coin Paul Guéry |                                                                                 |
| 1930 | André Bizette-Lindet Le lanceur de javelot Paris, école nationale supérieure des Beaux-Arts | François Méheut Gaston Cadenat | Louis Leygue Muller Lagriffoul Giovannetti Nicolas Julien Rémy Mlle Boulay      |
| 1931 | Louis Leygue Le Héros et les jeunes filles Paris, école nationale supérieure des Beaux-Arts | Hélène Boulay-Hue René Andrei |                                                                                 |
| 1932 | Henri Lagriffoul Un paysan au bord de la mer, recueille la tête et la lyre d'Orphée Paris, école nationale supérieure des Beaux-Arts                                                                                             | Ulysse Gémignani Jean-Marcel Corin |                                                                                 |
| 1933 | Ulysse Gémignani Orphée apaisant la tempête Paris, école nationale supérieure des Beaux-Arts | Jean-Marcel Corin Ernest Morenon |                                                                                 |
| 1934 | Albert Bouquillon L'Athlète vaincu Paris, école nationale supérieure des Beaux-Arts | Denis Jacquot Adolphe Charlet |                                                                                 |
| 1935 | Claude Bouscau Jésus est dépouillé de ses vêtements Paris, école nationale supérieure des Beaux-Arts | Gaston Cadenat André Greck |                                                                                 |
| 1936 | André Greck Un chrétien livré aux bêtes Paris, école nationale supérieure des Beaux-Arts | Antoniucci Volti Maurice de Bus |                                                                                 |
| 1937 | Maurice de Bus Trois Muses se plaignant à Apollon de la barbarie des hommes Paris, école nationale supérieure des Beaux-Arts | Guy-Charles Revol Émile Morlaix |                                                                                 |
| 1938 | Adolphe Charlet Je m'appelle Légion Paris, école nationale supérieure des Beaux-Arts | René Leleu Lucien Fenaux |                                                                                 |
| 1939 | René Leleu L'esclave secouru Paris, école nationale supérieure des Beaux-Arts | Pierre Thézé Marcel Homs |                                                                                 |
| 1940 | (pas de prix) | |                                                                                 |
| 1941 | (pas de prix) | |                                                                                 |
| 1942 | Maurice Gambier d'Hurigny La jeune Eve apparait à l'aurore première Paris, école nationale supérieure des Beaux-Arts | Lucien Fenaux Gaston Watkin |                                                                                 |
| 1943 | Lucien Fenaux La création de Pandore Paris, école nationale supérieure des Beaux-Arts | François Deltour Robert Barillot | Jean-François Alauzet                                                           |
| 1944 | Francis Pellerin L'Amazone blessée est dévêtue de sa tunique Paris, école nationale supérieure des Beaux-Arts | Gaston Watkin Jeannot Ginier |                                                                                 |
| 1945 | Pierre Thézé Aphrodite et Thésée Paris, école nationale supérieure des Beaux-Arts | Robert Barillot Léon Buisseret |                                                                                 |
| 1946 | Gaston Watkin La lapidation de saint Etienne Paris, école nationale supérieure des Beaux-Arts | Bernard Mougin Marcel Bodart |                                                                                 |
| 1947 | Léon Bosramiez Minerve et Tirésias Paris, école nationale supérieure des Beaux-Arts | Marcel Bodart Francis Guinard |                                                                                 |
| 1948 | Jacques Gotard Ariane abandonnée Paris, école nationale supérieure des Beaux-Arts | Georges Nadal Jacques Dulau |                                                                                 |
| 1949 | Jean Lorquin Le désespoir du faune Paris, école nationale supérieure des Beaux-Arts | Jean-Pierre Durout Colette Haab-Rodenfuser |                                                                                 |
| 1950 | Maurice Calka Chloé Paris, école nationale supérieure des Beaux-Arts | Van Thé Nguyen dit Paul Van Thé Gaston Stradella | Rodenfuser Derycke Louis Ferraud Barbezat Nocler Dumas                          |
| 1951 | Albert Féraud Les joies de la vie Paris, école nationale supérieure des Beaux-Arts | Roland Guillaumel |                                                                                 |
| 1952 | Henri Derycke Cérès Paris, école nationale supérieure des Beaux-Arts | Olivier Pettit Jean Dambrin | Rodenfuser Gomas Hogommat Gardon Dubois Walch Barbezat                          |
| 1953 | Alain Métayer L'Aube chasse la Nuit Paris, école nationale supérieure des Beaux-Arts | Jean Menjaud Claude Goutin |                                                                                 |
| 1954 | Robert Rigot Figure décorative pour un jardin d'agrément Paris, école nationale supérieure des Beaux-Arts | Simone Magnan Jean Cardot |                                                                                 |
| 1955 | Raoul Henriques-Raba La Guerre et la Paix Paris, école nationale supérieure des Beaux-Arts | Jacqueline Bechet André Bordes |                                                                                 |
| 1956 | Claude Goutin Le retour de Perséphone à la lumière Paris, école nationale supérieure des Beaux-Arts | Jean Cardot Charles Auffret |                                                                                 |
| 1957 | Cyrille Bartolini Les travaux d'Hercule Paris, école nationale supérieure des Beaux-Arts | Michèle Lescure |                                                                                 |
| 1958 | Bruno Lebel La mort d'Echo Paris, école nationale supérieure des Beaux-Arts | Georges Jeanclos Robert Vernet |                                                                                 |
| 1959 | Georges Jeanclos Le bois sacré Paris, école nationale supérieure des Beaux-Arts | Jacques Pouillon |                                                                                 |
| 1960 | Sujet : L'homme et la mer (Pas de premier prix) | |                                                                                 |
| 1961 | Georges Dyens Naissance du jour Paris, école nationale supérieure des Beaux-Arts André Barelier Naissance du jour Paris, école nationale supérieure des Beaux-Arts                                                               | Brigitte Baumas Jacqueline Deyme |                                                                                 |
| 1962 | Pas de premier prix | |                                                                                 |
| 1963 | Philippe Thill Le Vent Paris, école nationale supérieure des Beaux-Arts Jacqueline Deyme Le Vent Paris, école nationale supérieure des Beaux-Arts                                                                                | |                                                                                 |
| 1964 | Louis Lutz Un combat Paris, école nationale supérieure des Beaux-Arts | Joséphine Chevry Béatrice Probst-Casadesus |                                                                                 |
| 1965 | Pas de premier prix | Nadya Bazas Lisbeth Delisle-Mollien |                                                                                 |
| 1966 | Joséphine Chevry La Création Paris, école nationale supérieure des Beaux-Arts | Pierre Bregiroux Monique Moreau |                                                                                 |
| 1967 | Michel Fargeot Le triomphe de la mort Paris, école nationale supérieur des Beaux-Arts Anne Houllevigue-Poirier Le triomphe de la mort Paris, école nationale supérieure des Beaux-Arts\| Pierre-Pascal Aubin Daniel Druet        | |                                                                                 |
| 1968 | Maryse Voisin Le centaure Paris, école nationale supérieure des Beaux-Arts | Daniel Druet |                                                                                 |